# دارين هانكوك
دارين هانكوك (بالإنجليزية: Darrin Hancock)‏ مواليد 3 نوفمبر 1971 في برمنغهام، هو لاعب كرة سلة أمريكي سابق. بدأ مسيرته الاحترافية في سنة 1993. تم اختياره من قبل فريق شارلوت هورنتس خلال الدرافت. يبلغ طوله 6 قدم 7 بوصة (2.0 م). اعتزل اللعب في 2005.

## المسيرة الاحترافية
لعب مع شارلوت هورنتس من سنة 1994 إلى 1996، ثم لعب مع ميلووكي باكز في سنة 1996، ثم لعب مع أتلانتا هوكس في سنة 1998، ثم لعب مع سان أنطونيو سبرز في سنة 1997، ثم لعب مع أتلانتا هوكس في سنة 1997.

## روابط خارجية
- دارين هانكوك على موقع إن بي أي (الإنجليزية)
- دارين هانكوك على موقع سبورتس رفرنس (الإنجليزية)
- دارين هانكوك على موقع كرة السلة الأوروبية.كوم (الإنجليزية)
- دارين هانكوك على موقع كلية كرة السلة في سبورتس رفرنس.كوم (الإنجليزية)
- دارين هانكوك على موقع ريلجم (الإنجليزية)
- دارين هانكوك على موقع بروبوليرز (الإنجليزية)